# منتخب فنزويلا لكرة القاعدة للسيدات
منتخب فنزويلا لكرة القاعدة للسيدات هو ممثل فنزويلا الرسمي في المنافسات الدولية في كرة القاعدة للسيدات
.